# Aracati flygplats
Aracati-Canoa Quebrada flygplats – Dragão do Mar (portugisiska: Aeroporto de Aracati-Canoa Quebrada – Dragão do Mar) är en regional flygplats i Aracati i Ceará i Brasilien som öppnade 4 augusti 2012.
Flygplatsen har kapacitet att ta emot medelstora flygplan som till exempel Boeing 737-700. Terminalen kan ta emot upp till 200 000 passagerare årligen.

## Utbyggnad
Flygplatsen har sedan 2012 byggts ut för 36 miljoner reais i ett federalt projekt för att utveckla regionala flygplatser, (Plano de Desenvolvimento da Aviação Regional). 
Den nya passagerarterminalen ritades av Francisco Antonio Laprovitera Teixeira som även ritat Jericoacoara flygplats. 